# Enduro (jogo eletrônico)
Enduro é um jogo de corrida desenvolvido e publicado pela Activision em 1983 para Atari 2600 e ZX Spectrum. Foi um dos últimos sucessos do Atari antes da crise na indústria eletrônica entre 1983 e 1984. O jogo apresenta um ciclo diurno e noturno, criando um novo conceito nos games. em 2025 a Microsoft e a Activision junto com a Antstream Arcade criaram uma compilação de jogos eletrônicos chamada Retro Classics, o jogo está disponível na compilação com outros jogos da Activision.

## Jogabilidade
O jogador controla um veículo similar a um carro de Fórmula 1, e deve competir no National Enduro, uma corrida de resistência de longa distância, cujo percurso é aleatório. O objetivo da corrida é ultrapassar uma certa quantidade de carros a cada dia, para permitir ao jogador continuar correndo no dia seguinte. O jogador deve desviar de outros pilotos, ultrapassando 200 carros no primeiro dia, e 300 carros nos dias posteriores.
A medida que o jogador avança, a visibilidade também muda. À noite, o jogador só consegue ver as luzes traseiras dos carros. Conforme os dias passam, os carros se tornam mais difíceis de ultrapassar. O clima também influencia a jogabilidade, podendo resultar em trechos de gelo (que limitam o controle do veículo), ou de neblina (que reduzem a visibilidade).

## Recepção
Enduro foi lançado em 1 de fevereiro de 1983 para Atari 2600. Na época de seu lançamento, se um jogador conseguisse correr por cinco dias ou mais, um troféu de corrida aparecia na tela. Se o jogador enviasse a fotografia do troféu para a Activision, ele receberia um patch declarando-o como um Activision Roadbuster.
O banco de dados online de videogame Allgame se refere a Enduro como "o melhor jogo de corrida disponível para Atari 2600."

### Prêmios e Indicações
| Ano  | Prêmio                  | Categoria             | Resultado | Ref.  |
| ---- | ----------------------- | --------------------- | --------- | ----- |
| 1984 | 5th annual Arkie Awards | Best Sports Videogame | Venceu    | [ 4 ] |